# Якобсен, Йёрген-Франц
Йёрген-Франц (Йорген-Франц) Якобсен (фар. Jørgen-Frantz Jacobsen; 29 ноября 1900, Скалавик, Сандой, Торсхавн, Фарерские острова — 24 марта 1938, Дания) — датско-фарерский писатель, поэт, журналист.

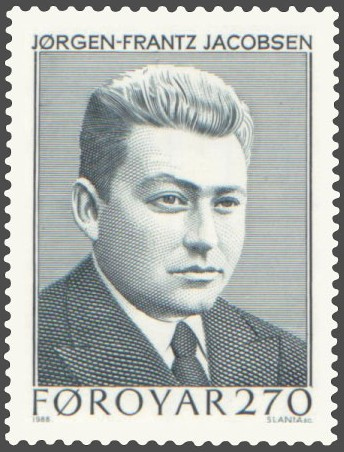
Й.-Ф. Якобсен на почтовой марке Фарерских островов. 1988 г.

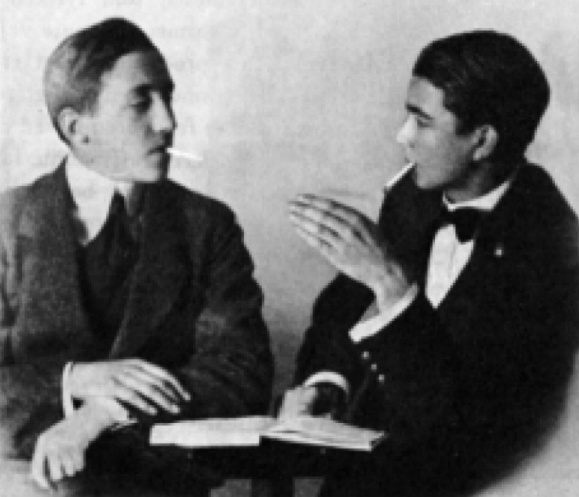
Й.-Ф. Якобсен и Вильям Хейнесен (слева)

Автор написанной на датском языке неоконченной историко-этнографической романтической повести «Барбара» (1936), рассказывающей о жизни на Фарерских островах в XVIII веке. Книга была переведена на многие языки. По её мотивам были сняты кинофильмы, в том числе, красочный костюмированный фильм «Барбара», изобилующий сценами сложных, порой даже экстремальных любовных отношений. В 1998 году режиссер Нильс Мальмрос удостоился за этот фильм премии «Золотой медведь» Берлинского кинофестиваля.

## Избранные произведения
- 1927 — Danmark og Færøerne
- 1936 — Færøerne, natur og folk
- 1939 — Barbara